# Bembidion disjunctum
Bembidion disjunctum är en skalbaggsart som beskrevs av Carl Hildebrand Lindroth. Bembidion disjunctum ingår i släktet Bembidion och familjen jordlöpare. Inga underarter finns listade i Catalogue of Life.